# Associazione Calcio Reggiana 1950-1951
Questa voce raccoglie le informazioni riguardanti l'Associazione Calcio Reggiana nelle competizioni ufficiali della stagione 1950-1951.

## La stagione
Nella stagione 1950-1951 la Reggiana disputa il campionato di Serie B, un torneo a 21 squadre quindi con 42 giornate. Con 40 punti in classifica si piazza in tredicesima posizione, il torneo è vinto dalla Spal con 58 punti davanti al Legnano giunto secondo con 54 punti, entrambe promosse in Serie A.
Da Carpi arriva il diciottenne Amleto Frignani, che sarà la rivelazione del campionato e verrà acquistato dal Milan. Arrivano anche la mezzala Mario Torti, in prestito dal Palermo, e poi, dopo un paio di gare, la mezzala Giuseppe Cafasso, in prestito dalla Juventus (era militare a Bologna). In granata anche il mediano Luigi Angelini e il centrocampista Armando Macci. Se ne vanno Giancarlo Forlani, Alberto Baruzzi e Antonio Ivaldi.
La Reggiana parte con una vittoria (2-0) contro la blasonata Spal al Mirabello, a cui seguono risultati positivi (le vittorie interne con Livorno, Salernitana e Pisa, inframmezzate dalla sconfitta interna col Modena, davanti a oltre 12.000 persone strette come sardine, e dal successo esterno con l'Anconitana) che portano il club granata al primo posto in classifica. Il campionato continua con prestazioni e risultati altalenanti. Nel ritorno la secca sconfitta di Ferrara contro la capolista Spal, che a fine torneo sarà promossa in serie A, e a Livorno il 18 febbraio 1951, costringono la squadra granata a rinviare i sogni di gloria. Alla fine la Reggiana chiude a metà classifica. Con sedici reti Gustavo Scagliarini è il miglior marcatore stagionale dei granata.

## Divise
| Prima divisa |

## Rosa
| N. |                   | Ruolo | Calciatore        |
| -- | ----------------- | ----- | ----------------- |
|    | Italia (bandiera) | A     | Giuseppe Antonini |
|    | Italia (bandiera) | C     | Luigi Angelini    |
|    | Italia (bandiera) | C     | Arturo Biagi      |
|    | Italia (bandiera) | D     | Dino Binacchi     |
|    | Italia (bandiera) | A     | Bruno Bonacini    |
|    | Italia (bandiera) | A     | Bruno Borri       |
|    | Italia (bandiera) | A     | Giuseppe Cafasso  |
|    | Italia (bandiera) | D     | Giordano Caselli  |
|    | Italia (bandiera) | A     | Walter Davoli     |
|    | Italia (bandiera) | A     | Bruno Dal Bon     |
|    | Italia (bandiera) | A     | Amleto Frignani   |

| N. |                   | Ruolo | Calciatore          |
| -- | ----------------- | ----- | ------------------- |
|    | Italia (bandiera) | A     | Armando Macci       |
|    | Italia (bandiera) | P     | Paolo Manfredini    |
|    | Italia (bandiera) | P     | Livio Martinelli    |
|    | Italia (bandiera) | C     | Giovanni Menozzi    |
|    | Italia (bandiera) | D     | Adile Montanari     |
|    | Italia (bandiera) | C     | Athos Panciroli     |
|    | Italia (bandiera) | D     | Luigi Saccani       |
|    | Italia (bandiera) | A     | Gustavo Scagliarini |
|    | Italia (bandiera) | A     | Mario Torti         |
|    | Italia (bandiera) | C     | Massimo Vicari      |
|    | Italia (bandiera) | D     | Guido Vincenzi      |

## Risultati

### Campionato

#### Girone di andata
| Arbitro: | Rigato (Mestre) |

|                             |           |  |
| Scagliarini 74’ Dal Bon 82’ | Marcatori |  |

| Treviso 17 settembre 1950 2ª giornata | Treviso          | 0 – 0 | Reggiana | Stadio Omobono Tenni\| Arbitro: \| Picasso (Milano) \| |
| Arbitro:                              | Picasso (Milano) |       |          |                                                        |

| Arbitro: | Bergomi (Milano) |

|                          |           |  |
| Frignani 47’ Cafasso 51’ | Marcatori |  |

| Arbitro: | Matucci (Seregno) |

|                             |           |  |
| Cafasso 61’ Scagliarini 67’ | Marcatori |  |

| Bari 8 ottobre 1950 5ª giornata | Bari                | 0 – 0 | Reggiana | Stadio della Vittoria\| Arbitro: \| Gentile (Catanzaro) \| |
| Arbitro:                        | Gentile (Catanzaro) |       |          |                                                            |

| Arbitro: | Agnolin (Bassano del Grappa) |

|                 |           |                                 |
| Scagliarini 10’ | Marcatori | 13’ (rig.) Toth 72’ Brighenti I |

| Arbitro: | Marchetti (Milano) |

|             |           |                           |
| Fiorini 47’ | Marcatori | 62’ Torti 81’ Scagliarini |

| Arbitro: | Matucci (Seregno) |

|                           |           |  |
| Scagliarini 13’ Torti 74’ | Marcatori |  |

| Arbitro: | Occhinegro (Taranto) |

|                               |           |  |
| Camporese 18’ Polo 39’ (rig.) | Marcatori |  |

| Arbitro: | Marchetti (Milano) |

|                            |           |  |
| Gavazzi 21’ Klein 25’, 56’ | Marcatori |  |

| Arbitro: | Buratti (Milano) |

|  |           |               |
|  | Marcatori | 71’ Quaresima |

| 26 novembre 1950 12ª giornata |  | – Turno di riposo REGGIANA |  |  |

| Arbitro: | Mosca (Napoli) |

|                       |           |           |
| Macci 74’ Cafasso 90’ | Marcatori | 79’ Sloan |

| Arbitro: | Bernardi (Savona) |

|                   |           |                        |
| Danova 81’ (rig.) | Marcatori | 17’ Frignani 32’ Macci |

| Arbitro: | Pieri (Trieste) |

|                             |           |  |
| Scagliarini 67’ Cafasso 72’ | Marcatori |  |

| Arbitro: | Marchese (Napoli) |

|                                         |           |                 |
| Lenci 17’ Battaia 45’ Mannocci 70’, 80’ | Marcatori | 35’ Scagliarini |

| Arbitro: | Liverani (Torino) |

|                           |           |                  |
| Macci 28’ Bosi 90’ (aut.) | Marcatori | 57’ (rig.) Frasi |

| Arbitro: | Parpaiola (Padova) |

|                                |           |                 |
| Voogt 38’ Montanari 85’ (aut.) | Marcatori | 37’ Scagliarini |

| Arbitro: | Bernardi (Savona) |

|                 |           |            |
| Scagliarini 56’ | Marcatori | 20’ Macchi |

| Arbitro: | Rigato (Mestre) |

|                  |           |  |
| Mussino 13’, 79’ | Marcatori |  |

| Arbitro: | Cicardi (Lecco) |

|                                                |           |                     |
| Torti 13’, 30’, 83’ Davoli 15’ Scagliarini 75’ | Marcatori | 37’, 90’ Vergazzola |

#### Girone di ritorno
| Arbitro: | Gemini (Roma) |

|                              |           |  |
| Bennike 18’, 81’ Colombi 67’ | Marcatori |  |

| Arbitro: | Fortina (Novara) |

|           |           |          |
| Torti 44’ | Marcatori | 13’ Zian |

| Arbitro: | Buratti (Milano) |

|                                     |           |            |
| Rizzato 39’ Bartolini 49’, 55’, 85’ | Marcatori | 64’ Vicari |

| Arbitro: | Corallo (Lecce) |

|                 |           |                |
| Settembrini 26’ | Marcatori | 4’ Scagliarini |

| Arbitro: | Marchese (Napoli) |

|              |           |              |
| Frignani 60’ | Marcatori | 62’ Canonico |

| Modena 11 marzo 1951 27ª giornata | Modena             | 0 – 0 | Reggiana | Stadio Comunale\| Arbitro: \| Valsecchi (Milano) \| |
| Arbitro:                          | Valsecchi (Milano) |       |          |                                                     |

| Arbitro: | Coppa (Mariano Comense) |

|                            |           |  |
| Panciroli 15’ Frignani 36’ | Marcatori |  |

| Arbitro: | Cicardi (Lecco) |

|            |           |  |
| Basile 55’ | Marcatori |  |

| Arbitro: | Righi (Milano) |

|                 |           |  |
| Scagliarini 68’ | Marcatori |  |

| Arbitro: | Savio (Torino) |

|                              |           |  |
| Frignani 16’ Scagliarini 56’ | Marcatori |  |

| Arbitro: | Massai (Pisa) |

|                         |           |                              |
| Lerici 6’ Quaresima 44’ | Marcatori | 56’ Frignani 73’ Scagliarini |

| 22 aprile 1951 33ª giornata |  | – Turno di riposo REGGIANA |  |  |

| Arbitro: | De Gregorio (Legnano) |

|                                |           |                 |
| Matassoni 2’, 53’ Zambelli 45’ | Marcatori | 84’ Mario Torti |

| Reggio Emilia 6 maggio 1951 35ª giornata | Reggiana            | 0 – 0 | Seregno | Stadio Mirabello\| Arbitro: \| Baldo (Alessandria) \| |
| Arbitro:                                 | Baldo (Alessandria) |       |         |                                                       |

| Arbitro: | Selva (Torino) |

|                                             |           |                        |
| Mozzambani 1’ Eidefjäll 37’ Bertoni III 55’ | Marcatori | 26’ Cafasso 82’ Davoli |

| Arbitro: | Anichini (Firenze) |

|                                     |           |  |
| La Penna 10’ (aut.) Scagliarini 19’ | Marcatori |  |

| Arbitro: | Liverani (Torino) |

|            |           |  |
| Tessaro 6’ | Marcatori |  |

| Arbitro: | Casati (Varese) |

|                           |           |            |
| Torti 48’ Scagliarini 68’ | Marcatori | 51’ Fabbri |

| Arbitro: | Corallo (Lecce) |

|                               |           |               |
| Pozzo 50’ Bertoni II 55’, 73’ | Marcatori | 88’ Panciroli |

| Arbitro: | Pieri (Trieste) |

|                     |           |             |
| Frignani 10’ (rig.) | Marcatori | 61’ Mussino |

| Arbitro: | Perego (Milano) |

|                                                                        |           |            |
| Presca 28’ Calcaterra 49’ Broccini 54’ Borri 68’ (aut.) Vergazzola 71’ | Marcatori | 74’ Vicari |

## Statistiche

### Statistiche di squadra
| Competizione | Punti | In casa | In casa | In casa | In casa | In casa | In casa | In trasferta | In trasferta | In trasferta | In trasferta | In trasferta | In trasferta | Totale | Totale | Totale | Totale | Totale | Totale | DR |
| Competizione | Punti | G       | V       | N       | P       | Gf      | Gs      | G            | V            | N            | P            | Gf           | Gs           | G      | V      | N      | P      | Gf     | Gs     | DR |
| ------------ | ----- | ------- | ------- | ------- | ------- | ------- | ------- | ------------ | ------------ | ------------ | ------------ | ------------ | ------------ | ------ | ------ | ------ | ------ | ------ | ------ | -- |
| Serie B      | 40    | 20      | 13      | 5       | 2       | 33      | 12      | 20           | 2            | 5            | 13           | 15           | 41           | 40     | 15     | 10     | 15     | 48     | 53     | -5 |

### Statistiche dei giocatori
| Giocatore      | Serie B  | Serie B |
| Giocatore      | Presenze | Reti    |
| -------------- | -------- | ------- |
| L. Angelini    | 31       | 0       |
| G. Antonini    | 3        | 0       |
| A. Biagi       | 28       | 0       |
| D. Binacchi    | 3        | 0       |
| B. Bonacini    | 1        | 0       |
| B. Borri       | 29       | 0       |
| G. Cafasso     | 27       | 5       |
| G. Caselli     | 23       | 0       |
| B. Dal Bon     | 26       | 1       |
| W. Davoli      | 7        | 2       |
| A. Frignani    | 34       | 7       |
| A. Macci       | 9        | 3       |
| P. Manfredini  | 38       | -49     |
| L. Martinelli  | 2        | -4      |
| G. Menozzi     | 17       | 0       |
| A. Montanari   | 33       | 0       |
| A. Panciroli   | 32       | 2       |
| L. Saccani     | 13       | 0       |
| G. Scagliarini | 36       | 16      |
| M. Torti       | 35       | 8       |
| M. Vicari      | 9        | 2       |
| G. Vincenzi    | 5        | 0       |